# Cícero de Medeiros
Cícero de Medeiros (Nordeste, 21 de Dezembro de 1906 - Ponta Delgada, 18 de Julho de 1967) foi um jornalista português. Apesar de não ter formação superior, marcou uma era na história do jornalismo de Ponta Delgada, sendo, muitas vezes, considerado um "mestre" do jornalismo insular.
A sua família foi emigrante no Brasil, de onde regressou em 1920. Iniciou-se nas lides jornalísticas durante a sua frequência do Liceu de Ponta Delgada, onde foi director do jornal Mocidade Académica, de 1926 a 1927. Foi depois colaborador e director de outros jornais, como Alma Nova (1928), a revista Ínsula (1933) e o Correio dos Açores.
O jornal que o celebrizou foi, no entanto, o diário Açores, do qual foi fundador e director, a partir de 29 de Outubro de 1944, que viria a ser um dos três diários de Ponta Delgada, juntamente com o Diário dos Açores, fundado em 1870, e o Correio dos Açores, fundado em 1920. O Açores, apesar de manifestar a sua adesão ao ideário político do Estado Novo, concedeu espaço assinalável à Oposição Democrática, aquando da formação do MUD, em 1945. Em 23 de Outubro de 1945, publicou o artigo "Ecos da reunião no Cine-Jade dos democratas de Ponta Delgada", sobre a actividade do MUD distrital, que incluia um abaixo-assinado dirigido ao Governador Civil Aniceto dos Santos. Em regra, o Açores destacou-se pela defesa de uma ideologia situacionista durante a presença de Cícero de Medeiros na direcção do jornal, que se prolongou até ao seu falecimento, em 18 de Julho de 1967. 